# Fernmeldeturm Passau-Haidenhof
Der Fernmeldeturm Passau beziehungsweise Fernmeldeturm Passau-Haidenhof ist ein Fernmeldeturm der Deutschen Telekom im Passauer Ortsteil Haidenhof.

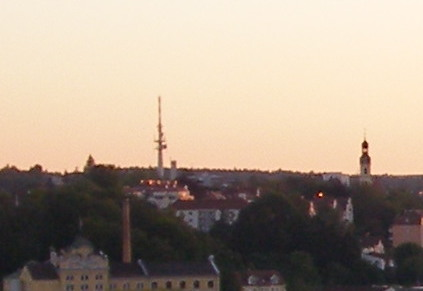
Fernsehturm Passau-Haidenhof mit Antennenspitze 2007

Der als Stahlbetonkonstruktion mit zwei Antennenplattformen ausgeführte Fernmeldeturm wurde 1962/1963 von der damaligen Deutschen Bundespost für die Realisierung von Richtfunkverbindungen, als Sendeturm für den nichtöffentlichen Landfunkdienst und als Fernsehsender für das Bayerische Fernsehen und das ZDF errichtet. Sein Fundament befindet sich 383 Meter über dem Meeresspiegel. Der Turm hatte ursprünglich eine Höhe von 76 Metern, wovon 24 Meter auf den rot-weißen GFK-Zylinder entfielen, in dem die beiden Fernsehsender untergebracht waren. Nach der Einführung von DVB-T wurde die analoge Fernseh-Sendeanlage nicht mehr gebraucht und der Zylinder abgebaut. Nach der Kürzung des Antennenträgers am 5. Dezember 2007 ist der Turm nur noch 52 Meter hoch.

## Analoges Radio (UKW)
Heute werden von ihm die folgenden UKW-Hörfunkprogramme abgestrahlt:
| Programm     | Frequenz (in MHz) | ERP    | RDS PS   |
| ------------ | ----------------- | ------ | -------- |
| UnserRadio   | 98,3 MHz          | 0,2 kW | UNSRADIO |
| Radio Galaxy | 91,7 MHz          | 0,2 kW | GALAXY   |

## Reichweite
1. ↑  Karte des Sendegebiets

## Analoges Fernsehen
Bis zur Umstellung auf DVB-T wurden folgende Programme in analogem PAL gesendet: Siehe auch Fernmeldeturm Haidel.
| Kanal | Frequenz (MHz) | Programm                                   | ERP (kW) | Sendediagramm rund (ND)/ gerichtet (D) | Polarisation horizontal (H)/ vertikal (V) |
| ----- | -------------- | ------------------------------------------ | -------- | -------------------------------------- | ----------------------------------------- |
| 30    | 543,25         | ZDF                                        | 41       | ND                                     | H                                         |
| 60    | 783,25         | Bayerisches Fernsehen (Schwaben/Altbayern) | 34       | ND                                     | H                                         |